# Yên Dương, Hà Trung
Yên Dương là một xã thuộc huyện Hà Trung, tỉnh Thanh Hóa, Việt Nam.

## Địa lý
Xã Yên Dương nằm ở phía bắc huyện Hà Trung, có vị trí địa lý:
- Phía đông giáp xã Hoạt Giang
- Phía tây giáp xã Hà Bắc và xã Hà Tân
- Phía nam giáp xã Hà Bình
- Phía bắc giáp thị xã Bỉm Sơn.

Xã Yên Dương có diện tích 8,34 km², dân số năm 2018 là 6.515 người, mật độ dân số đạt 781 người/km².

## Lịch sử
Địa bàn xã Yên Dương hiện nay trước đây vốn là hai xã Hà Yên và Hà Dương.
Trước khi sáp nhập, xã Hà Yên có diện tích 3,45 km², dân số là 3.328 người, mật độ dân số đạt 965 người/km². Xã Hà Dương có diện tích 4,89 km², dân số là 3.187 người, mật độ dân số đạt 652 người/km².
Ngày 16 tháng 10 năm 2019, Ủy ban Thường vụ Quốc hội ban hành Nghị quyết số 786/NQ-UBTVQH14 về việc sắp xếp các đơn vị hành chính cấp xã thuộc tỉnh Thanh Hóa (nghị quyết có hiệu lực từ ngày 1 tháng 12 năm 2019). Theo đó, sáp nhập toàn bộ diện tích và dân số của hai xã Hà Yên và Hà Dương thành xã Yên Dương.